# Altes Pfarrhaus (Schwieberdingen)

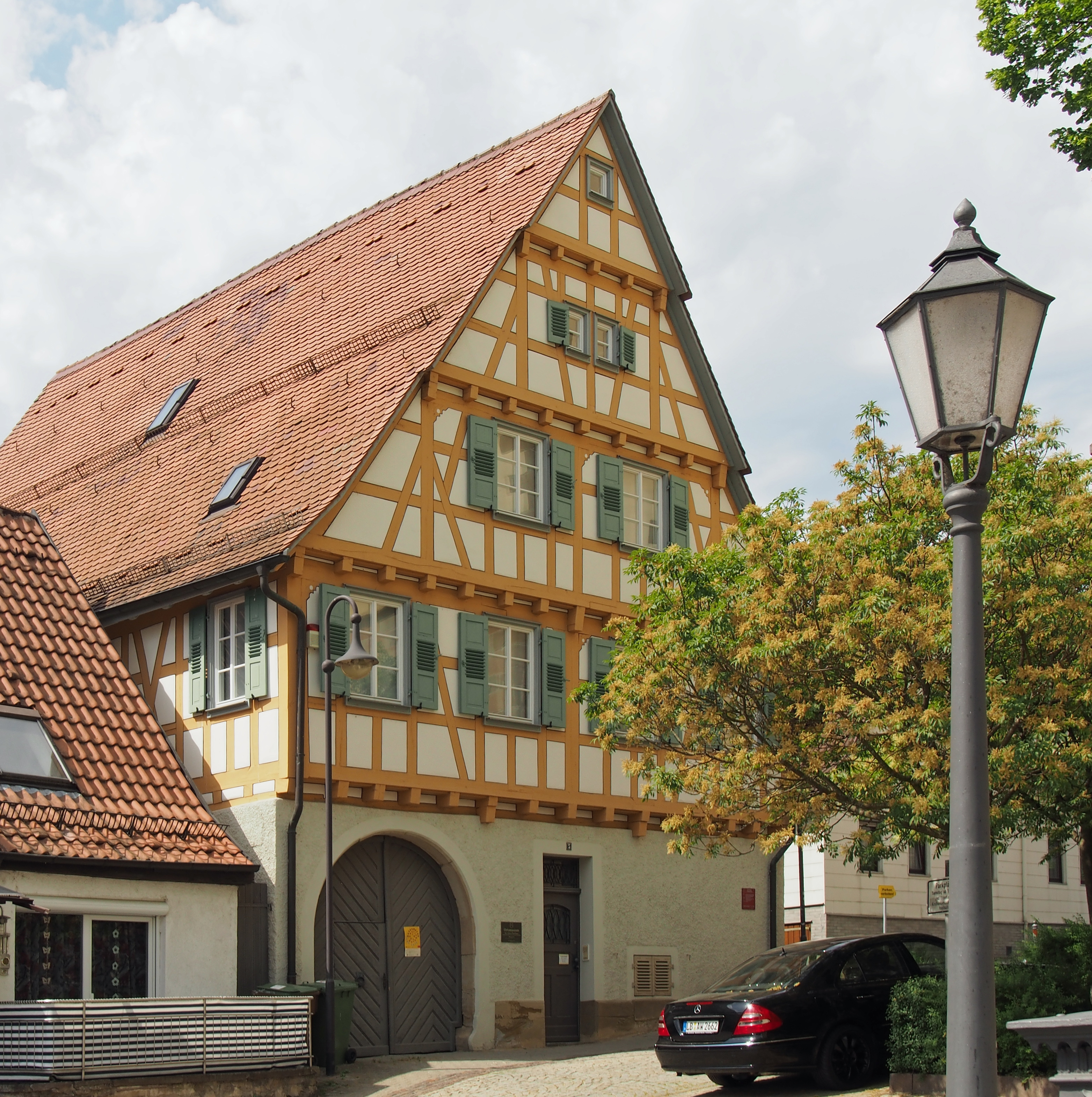
Altes Pfarrhaus in Schwieberdingen

Das Alte Pfarrhaus ist ein denkmalgeschütztes Gebäude unweit der evangelischen Georgskirche in der Eugen-Herrmann-Straße 5 in Schwieberdingen.

## Geschichte
An der Stelle des heutigen Gebäudes stiftete Friedrich von Nippenburg im Jahr 1360 eine Frühmesspfründe für Schwieberdingen, damit der Frühmesser, der morgens die erste Messe lesen musste, ein Anwesen für seinen Lebensunterhalt hatte. Auf den Grundmauern des Gebäudes wurde 1579 das heutige Gebäude als evangelisches Pfarrhaus errichtet. Bis 1970 war es Heimat und Wirkungsstätte von insgesamt 33 Pfarrern und ihren Familien. Danach kam das alte Pfarrhaus in den Besitz der Gemeinde und diente neben anderen Zwecken zeitweise als Sitz des Schwieberdinger Polizeipostens. Als dieser auszog, wurde im März 1991 durch Initiative des Heimat- und Kulturkreises ein Ortsmuseum im Gebäude eingerichtet. In der Folge wurde 1993 der Museumsgarten neu angelegt sowie 1994 eine voll funktionsfähige Schmiede errichtet. Aufgrund der notwendigen Sanierung von Fachwerk und Gebälk war das Museum von 1997 bis 2001 vorübergehend geschlossen.

## Weblink
- Ortsmuseum "Im Alten Pfarrhaus" auf schwieberdingen.de

Koordinaten: 48° 52′ 41″ N, 9° 4′ 29″ O